# 1919–1920-as román labdarúgó-bajnokság (első osztály)
Az 1919–20-as román labdarúgó-bajnokság a román labdarúgó-bajnokság legmagasabb osztályának nyolcadik alkalommal megrendezett bajnoki éve volt. A pontvadászat 4 csapat részvételével zajlott. 
A bajnokságot a Venus Bucureşti nyerte az ezüstérmes Tricolor Bucureşti és a bronzérmes Colţea Bucureşti előtt.